# Peter Graf (Tennistrainer)
Peter Graf (* 18. Juni 1938 in Mannheim; † 30. November 2013 ebenda) war ein deutscher Tennistrainer. Er war der Vater und Manager der deutschen Tennisspielerin Steffi Graf.

## Leben

### Jugend und Elternhaus
Graf wuchs als einziges Kind von Alfons und Rosemarie Graf in einem streng katholischen Elternhaus in Mannheim auf. Nach dem Krieg besuchte er das Karl-Friedrich-Gymnasium Mannheim. Die Mutter starb, als Peter Graf 18 Jahre alt war. Die Beziehung zum Vater war danach gestört, die beiden sprachen jahrelang nicht miteinander. Graf spielte Fußball beim FC Friedrichsfeld.

### Förderer und Manager seiner Tochter Steffi Graf
Peter Graf arbeitete als Versicherungskaufmann und Gebrauchtwagenhändler, als er mit 27 Jahren den Tennissport für sich entdeckte. Innerhalb weniger Jahre brachte er es zum Regionalligaspieler, erwarb den Trainerschein und eine Tennishalle. 1968 heiratete er; aus der Ehe mit Heidi Graf stammen die 1969 geborene Tochter Stefanie und der 1971 geborene Sohn Michael.
Graf entdeckte früh die sportliche und motorische Begabung seiner Tochter, die 1973 im Alter von vier Jahren in der Tennishalle ihres Vaters mit dem Tennisspielen begann. Unter Anleitung des Vaters gewann sie 1975 ein traditionelles Jüngstenturnier in München. Überzeugt von ihrem Ausnahmetalent, gab Graf zwei Jahre später seine bisherigen Erwerbstätigkeiten auf und widmete sich fortan ausschließlich dem sportlichen Erfolg der Tochter als Trainer. 1977 war Graf Spielertrainer der ersten Herrenmannschaft beim Tennisclub Blau-Weiß in Bensheim.
Die Presse versah die Tochter schon bald mit dem Attribut des „Wunderkindes“, was Peter Graf in seinen Überzeugungen bestärkte. 1982 meldete er die 13-jährige Tochter als Spielerin auf der Profitour der WTA. Von diesem Zeitpunkt an war er auch ihr Manager. Der ehemalige tschechoslowakische Tennisprofi Pavel Složil wurde zum offiziellen Trainer der jungen Deutschen bestellt. Grundlegende Entscheidungen bezüglich der sportlichen Karriere sowie der Vermarktung von Tochter Stefanie wurden jedoch weiterhin von Peter Graf getroffen.
Das enge Vertrauensverhältnis zwischen der aufstrebenden Tennisspielerin und ihrem Vater wurde in der Presse und unter Fachleuten unterschiedlich bewertet. Einige Stimmen bemängelten die Unerfahrenheit von Peter Graf als Manager. Andere sorgten sich um das hermetisch nach außen abgeriegelte Leben Steffi Grafs. Andere wiederum lobten den umsichtigen und vorsichtigen Aufbau der Karriere der Tochter, die unter Aufsicht des Vaters nicht das Schicksal vieler junger hochtalentierter Tennisspielerinnen erlitt, die früh ausgebrannt waren.

### Verwicklung in Skandale oder mutmaßliche Skandale

#### Angebliche Schmiergeldzahlungen
1988 berichtete die Presse über finanzielle Unregelmäßigkeiten im Management von Stefanie Graf. Es hieß, für die Teilnahme der Tochter im Fed Cup seien Schmiergelder in Höhe von mehreren hunderttausend Mark gezahlt worden. Diese Behauptung wurde nie zweifelsfrei bewiesen.
Positiv wurde in dieser Zeit oft der Umstand hervorgehoben, dass die deutsche Tennisspielerin im Gegensatz zu vielen ihrer Kollegen ihren Wohnsitz von Brühl nicht ins Ausland verlegte, um auf diese Weise Zahlungen an den deutschen Fiskus zu umgehen.

#### Angebliche Beziehung zu dem Akt-Modell Nicole Meissner
Im Frühjahr 1990 geriet Peter Graf über Wochen ins Visier der deutschen Boulevard-Presse. Die Bild-Zeitung behauptete unter dem Titel „Sex, Baby, Nacktmodell“, dass er eine Affäre mit dem ehemaligen Nacktmodell Nicole Meissner habe, und berichtete über eine angeblich geheim gehaltene Vaterschaft. Dem 20-jährigen Model wurde eine enge Beziehung zu Boxpromotor Ebby Thust zugeschrieben, dem seinerseits Kontakte ins Frankfurter Rotlicht-Milieu nachgesagt wurden. Wegen Erpressung Peter Grafs – Peter Graf hatte, um eine Veröffentlichung der Gerüchte in den Medien zu verhindern, zuvor 800.000 Mark bezahlt – wurden Meissner und Thust später zu einer dreijährigen Gefängnisstrafe verurteilt. Steffi Graf verlor während dieser Krise die Führung in der Weltrangliste und musste ungewöhnlich viele Niederlagen einstecken.

#### Verurteilung wegen Steuerhinterziehung
1995 eröffnete die Staatsanwaltschaft Mannheim ein Verfahren gegen Peter und Stefanie Graf wegen des Verdachts auf Steuerhinterziehung. Am 23. Mai 1995, unmittelbar vor dem Beginn der French Open, fanden Hausdurchsuchungen statt. Das Interesse der Staatsanwaltschaft galt Presseberichten zufolge illegalen Steuersparmodellen und Anlageformen.
Am 2. August 1995 wurde Peter Graf in Untersuchungshaft genommen „wegen [des] dringenden Verdachts auf Steuerhinterziehung“ und weil Fluchtgefahr und Verdunkelungsgefahr bestünden.
Der Berliner Kurier berichtete am 15. Oktober 1995, dass Steffi Graf von der Staatsanwaltschaft Mannheim vernommen worden sei. Es war von Unstimmigkeiten in der Steuererklärung des Jahres 1993 die Rede; diese habe möglicherweise verschiedene Einkünfte nicht oder nicht vollständig aufgeführt und sei möglicherweise von einem Schreibautomaten unterzeichnet worden. Steffi Graf habe erklärt, mit allen finanziellen Angelegenheiten nicht selbst betraut gewesen zu sein. Peter Graf schwieg zu den Vorwürfen.
Am 27. November 1995 meldete das Nachrichtenmagazin Focus, dass Peter Graf in einer Erklärung gegenüber der Staatsanwaltschaft Mannheim sein bisheriges Schweigen brechen werde, „die volle Verantwortung für die Finanzgeschäfte“ in der Steueraffäre übernehme und „dass er für alle geschäftlichen Angelegenheiten seiner Tochter zuständig“ sei. Außerdem werde er „in einer umfassenden Einlassung lückenlos auflisten, wie und wo die Millioneneinnahmen von Steffi Graf angelegt“ seien. Seine Tochter war damit entlastet, das Verfahren gegen sie wurde eingestellt.
Die B.Z. berichtete am 5. Februar 1996, dass der Schlussbericht der Steuerfahndung zu dem Ergebnis gekommen sei, dass Peter Graf „zwischen 1989 und 1993 rund 41 Millionen Mark zugunsten seiner Tochter am Fiskus vorbeigeschleust“ habe. In den beschlagnahmten Unterlagen seien die Fahnder auf Werbeverträge gestoßen, „die in früheren Steuererklärungen nicht enthalten waren“.
Steffi Graf, so die BZ, habe unterdessen versichert, „sie werde in Deutschland bleiben und für Fehler, die sie möglicherweise selbst gemacht habe, einstehen“.
Peter Graf selbst wurde 1996 gegen hohe Auflagen und die Zahlung einer Kaution von angeblich drei Millionen DM aus der Untersuchungshaft entlassen.
Am 17. April 1996 erhob die Staatsanwaltschaft Mannheim schließlich Anklage gegen ihn und seinen Finanzberater. Der Vorwurf lautete auf Verdacht der „besonders schweren, gemeinschaftlich begangenen Steuerhinterziehung in zwölf Fällen“. Das Urteil erging 1997: Peter Graf wurde wegen Steuerhinterziehung in Höhe von 12,3 Millionen Mark zu einer Haftstrafe von drei Jahren und neun Monaten verurteilt. Graf zählt mit dieser Summe zu den fünf prominenten Persönlichkeiten, die dem Finanzamt am meisten Geld vorenthalten haben. Bereits 1996 war mit dem Springreiter Paul Schockemöhle ein großer Name des Sports wegen Steuerhinterziehung verurteilt worden.

#### Folgen der Verurteilung und Scheidung von Ehefrau Heidi
Im Zuge des Gerichtsverfahrens ordnete Steffi Graf ihre finanziellen Angelegenheiten neu. In einigen Interviews betonte sie, dass sie sich in Zukunft selbst um ihre finanziellen und sportlichen Angelegenheiten kümmern werde. Ihr Vater verlor seine Stellung als Manager und sportlicher Ratgeber der Tochter. In der Presse war zeitweise auch von einem Bruch innerhalb der Familie Graf die Rede. Trotzdem betonte Steffi öffentlich immer wieder die Solidarität mit ihrem Vater.
1998 trennten sich Peter und Heidi Graf, 1999 wurde die Ehe geschieden.

### Vorzeitige Haftentlassung und Neuverheiratung
Peter Graf verbüßte seine Freiheitsstrafe in der Justizvollzugsanstalt Ulm. Er wurde im April 1998 vorzeitig aus der Haft entlassen, nachdem er die Hälfte seiner Haftzeit (inklusive der Zeit in Untersuchungshaft) abgesessen hatte. Im August 1999 heiratete er Britta, eine 20 Jahre jüngere Augenoptikerin aus Mannheim, die er bereits seit ihrer Kindheit kannte und die eine 15-jährige Tochter mit in die Ehe brachte.
Neben seiner Tochter hat er noch einen Sohn, Michael Graf. Er wurde 1971 geboren und war kurze Zeit als Rennfahrer tätig. Peter Graf arbeitete nach der Haftentlassung wieder als Tennistrainer und beriet ausländische Tennisspielerinnen. Im November 2013 erlag Peter Graf im Alter von 75 Jahren im Mannheimer Stadtteil Lindenhof den Folgen eines Krebsleidens.